# Christopher Cviić
Christopher Cviić (kroat. Krsto Cviić; * 3. Oktober 1930 in Adžamovci; † 11. Dezember 2010 in London) war ein kroatisch-britischer Journalist und Politikberater.

## Leben
Geboren wurde er im Jahre 1930 im kroatischen Dorf Adžamovci nahe der Stadt Nova Gradiška, später zog die Familie nach Zagreb, wo sein Vater als Direktor der Nationalbank des Unabhängigen Staates Kroatien tätig war. An der Universität Zagreb absolvierte er sein Studium der Germanistik. Seit 1954 lebte und arbeitete er in London. Dort war er seit 1969 Journalist bei The Economist (bis 1999). Daneben war er 1997 kurzzeitig Chefredakteur der von Slavko Goldstein herausgegebenen kroatischen Wochenzeitung Tjednik. Er war für die Europäische Bank für Wiederaufbau und Entwicklung tätig und beriet in den 1990er Jahren Margaret Thatcher. Zuletzt war er auch Berater des kroatischen Präsidenten Ivo Josipović für Außenfragen.

## Werke
- Remaking the Balkans. 1991
- (mit Peter Sanfey): In Search of the Balkan Recovery. The Political and Economic Reemergence of South-Eastern Europe. 2010